# Gotlands Tidningar
Gotlands Tidningar är en dagstidning i Norrköpings Tidningar-koncernen, som utkommer på Gotland. Den socialdemokratiska Gotlands Folkblad, grundad 1928, och den centerpartistiska Gotlänningen, grundad 1884, slogs 1983 ihop till Gotlands Tidningar. Tidningen har därför två ledarsidor, en för Gotlands Folkblad och en för Gotlänningen.
Gotlänningen grundades 1884 av sakföraren Adolf Carl Stenmark. Under de första månaderna trycktes tidningen i Stockholm men från och med nyåret 1885 vid Norrbys tryckeri i Visby. 1886 grundade man ett eget tryckeri, Gotlänningens Tryckeri-AB. Chefredaktörer under de första åren efter Stenmark var 1887-1892 Viktor Pallin, 1892-1896 Emil Eggertz, 1897-1900 Teodor Wiström, 1900-1935 Gustaf Svedman och från 1936 Bertil Kahlström. Redaktionen låg vid Hästgatan i Visby, där ursprungligen även tryckeriet låg, men 1953 flyttades tryckeri och bokbinderi till nya lokaler vid Söderväg. 1960 tog Stig Jonsson över som chefredaktör, och tidningen gick då mycket dåligt. Man vände sig då först till Gotlands Allehanda för ett samarbete men fick inget stöd och vände sig då i stället till Gotlands Folkblad. 1962 bildade man ett gemensamt annonsbolag, från 1967 inleddes ett mera långtgående samarbete under namnet Gotlands Tidningar med gemensam redaktion i Gotlänningens gamla lokaler. Tidningarna fortsatte dock att utges under sina tidigare namn med egna ledarsidor och en del mindre olikheter i innehållet. 1983 slogs tidningarna samman helt och hållet och endast de båda ledarsidorna blev kvar.
Gotlands Tidningar har sedan 2000-talet också en betydande digital närvaro med en nyhetswebbplats som regelbundet uppdateras med lokal nyhetsrapportering från Gotland.
Gotlands Folkblad hade en föregångare som utgavs 1911-1912 men därefter gick i graven. Tidningen grundades av K.J. Olsson, som dock redan efter några månader lämnade över ansvaret till C. O. Nilsson, som ledde tidningen fram till 1950. Han efterträddes då av Pelle Sollerman.
Enligt TS Mediefakta 2020 har Gotlands Tidningar en daglig upplaga på cirka 12 000 exemplar, vilket gör den till en av de största dagstidningarna på Gotland.